# Amphoe Kham Sakaesaeng
Amphoe Kham Sakaesaeng (Thai: อำเภอ ขามสะแกแสง) ist ein Landkreis (Amphoe – Verwaltungs-Distrikt) im Norden der Provinz Nakhon Ratchasima. Die Provinz Nakhon Ratchasima liegt in der Nordostregion von Thailand, dem so genannten Isan. 

## Geographie
Amphoe Kham Sakaesaeng grenzt an die folgenden Landkreise (von Norden im Uhrzeigersinn): an die Amphoe Khong, Non Sung, Non Thai und Phra Thong Kham. Alle Amphoe liegen in der Provinz Nakhon Ratchasima.

## Geschichte
Kham Sakaesaeng wurde am 25. November 1968 zunächst als „Zweigkreis“ (King Amphoe) eingerichtet, indem die beiden Tambon Kham Sakaesaeng und Mueang Nat vom Amphoe Non Sung abgetrennt wurden. 
Am 28. Juni 1973 wurde er offiziell zum Amphoe heraufgestuft.

## Verwaltung

### Provinzverwaltung
Der Landkreis Kham Sakaesaeng ist in sieben Tambon („Unterbezirke“ oder „Gemeinden“) eingeteilt, die sich weiter in 72 Muban („Dörfer“) unterteilen.
| Nr. | Name            | Thai       | Muban | Einw.  |
| --- | --------------- | ---------- | ----- | ------ |
| 1.  | Kham Sakaesaeng | ขามสะแกแสง | 15    | 12.574 |
| 2.  | Non Mueang      | โนนเมือง    | 09    | 04.014 |
| 3.  | Mueang Nat      | เมืองนาท    | 10    | 05.795 |
| 4.  | Chiwuek         | ชีวึก        | 12    | 05.150 |
| 5.  | Pha-ngat        | พะงาด      | 10    | 04.919 |
| 6.  | Nong Hua Fan    | หนองหัวฟาน  | 09    | 07.180 |
| 7.  | Mueang Kaset    | เมืองเกษตร  | 07    | 03.803 |

### Lokalverwaltung
Es gibt drei Kommunen mit „Kleinstadt“-Status (Thesaban Tambon) im Landkreis:
- Non Mueang (Thai: เทศบาลตำบลโนนเมือง), bestehend aus dem gesamten Tambon Non Mueang.
- Kham Sakaesaeng (Thai: เทศบาลตำบลขามสะแกแสง), bestehend aus Teilen des Tambon Kham Sakaesaeng.
- Nong Hua Fan (Thai: เทศบาลตำบลหนองหัวฟาน), bestehend aus Teilen der Tambon Nong Hua Fan und Mueang Nat.

Außerdem gibt es sechs „Tambon-Verwaltungsorganisationen“ (องค์การบริหารส่วนตำบล – Tambon Administrative Organizations, TAO):
- Kham Sakaesaeng (Thai: องค์การบริหารส่วนตำบลขามสะแกแสง)
- Mueang Nat (Thai: องค์การบริหารส่วนตำบลเมืองนาท)
- Chiwuek (Thai: องค์การบริหารส่วนตำบลชีวึก)
- Pha-ngat (Thai: องค์การบริหารส่วนตำบลพะงาด)
- Nong Hua Fan (Thai: องค์การบริหารส่วนตำบลหนองหัวฟาน)
- Mueang Kaset (Thai: องค์การบริหารส่วนตำบลเมืองเกษตร)